# Alexandre Chnéour
Alexandre Constantinovitch Chnéour (son nom d'origine allemande était Schneeur, francisé en Chnéour à son installation en France), né le 30 août 1884 à Saint-Pétersbourg et mort le 16 septembre 1977 à San Francisco, est un entomologiste et herpétologiste russe d'ascendance allemande.
Entre 1934 et 1963, il publie sur les lépidoptères de Tunisie.

## Biographie
Le jeune Chnéour est passionné très tôt par les papillons. Après des voyages en Allemagne et en Suisse, il fait ses études à l'école Gourévitch de Saint-Pétersbourg puis entre à l'École d'artillerie Michel. Il en sort avec le grade de lieutenant et entre comme officier dans une unité d'artillerie hippomobile. Décoré au début de la Première Guerre mondiale, il entre en 1916 dans l'armée de l'air russe et entame une brève carrière dans l'aviation. Il complète sa formation militaire à l'École militaire d'état-major Nicolas.
Durant la Révolution russe de 1917, il rejoint les armées blanches anticommunistes et se bat dans les montagnes du Caucase. Il est plus tard évacué sur le camp de Gallipoli en Turquie puis passe en Bulgarie, où il donne des cours dans une école du génie militaire, ainsi qu'aux membres des armées blanches.
Il s'installe ensuite à Lyon puis, en 1929, en Tunisie (alors protectorat français), où il travaille à la cartographie pour le service des ponts et chaussées. Il publie six articles en allemand (sous son nom de Schneeur) sur les lépidoptères de Tunisie entre 1934 et 1937. Devenu membre de la Société entomologique de France en 1942, il publie quatorze articles en français sur le même sujet entre 1942 et 1963. Avec N. Chpakowsky, il publie également un article sur les serpents de ce pays en 1954.
Il doit quitter la Tunisie au moment de son indépendance en 1956 et émigre alors aux États-Unis, où il débarque le 2 juin 1956. Il vit d'abord à New York, où il vérifie l'identification de ses captures de Tunisie au musée américain d'histoire naturelle, et adhère à la Société des lépidoptéristes (Lepidopterists' Society).
Chnéour s'installe par la suite en Californie et cède ses collections à l'Académie des sciences de Californie. Il est blessé par un cambrioleur alors qu'il est octogénaire et doit être hospitalisé.
Il est marié à trois reprises.